# Brissonnet
Brissonnet war ein französischer Hersteller von Motorrollern und Automobilen.

## Unternehmensgeschichte
Das Unternehmen Pierre Brissonnet et Cie hatte bereits vor dem Zweiten Weltkrieg Kleinwagen unter dem Namen Virus angeboten. Im Juni 1949 begann in Neuilly-sur-Seine die Produktion von Motorrollern. 1953 wurde auch die Produktion von Automobilen aufgenommen. Im gleichen Jahr wurde deren Produktion bereits wieder eingestellt.

## Fahrzeuge
Das einzige Modell Soucoupe Roulante (zu deutsch: Rollende Untertasse) war ein Dreirad. Ein Zweitaktmotor mit 200 cm³ Hubraum trieb über ein Dreiganggetriebe das einzelne Hinterrad an. Die offene Karosserie bot Platz für zwei Personen. Ein Fahrzeug ist erhalten geblieben.